# Hunga
Hunga Prance, 1979 è un genere di piante angiosperme dicotiledoni appartenenti alla famiglia Chrysobalanaceae, native della Nuova Guinea e della Nuova Caledonia.

## Tassonomia
Il genere comprende le seguenti specie:
- Hunga cordata Prance - Nuova Caledonia
- Hunga gerontogea (Schltr.) Prance - Nuova Caledonia
- Hunga guillauminii Prance - Nuova Caledonia
- Hunga lifouana (Däniker) Prance - Nuova Caledonia, Isole della Lealtà
- Hunga longifolia Prance - Papua Nuova Guinea
- Hunga mackeeana Prance - Nuova Caledonia
- Hunga minutiflora (Baker f.) Prance - Nuova Caledonia
- Hunga myrsinoides (Schltr.) Prance - Nuova Caledonia
- Hunga novoguineensis Prance - Papua Nuova Guinea
- Hunga papuana (Baker f.) Prance - Papua Nuova Guinea
- Hunga rhamnoides (Guillaumin) Prance - Nuova Caledonia